# جيمس رولاند أنغيل
جيمس رولاند أنغيل (بالإنجليزية: James Rowland Angell)‏ هو فيلسوف وعالم نفس أمريكي، ولد في 8 مايو 1869 في برلينغتون في الولايات المتحدة، وتوفي في 4 مارس 1949 في هامدن في الولايات المتحدة.

## وصلات خارجية
- جيمس رولاند أنغيل على موقع الموسوعة البريطانية (الإنجليزية)